# 1969 na política

## Eventos
- 6 de Fevereiro - Desastre do Cheche na travessia do rio Corubal, durante a retirada de Madina do Boé. (Guerra Colonial Portuguesa).
- 4 de Setembro:  O embaixador americano no Brasil, Charles Burke Elbrick, foi sequestrado por militantes do Movimento Revolucionário 8 de Outubro (MR8) e da Ação Libertadora Nacional (ALN).
- 30 de Setembro: Estoura a revolução líbia. Grupo de Muammar al-Gaddafi instala um golpe de estado e assume o poder.
- 25 de outubro - O candidato da Arena Emílio Garrastazu Médici foi eleito presidente por uma sessão conjunta do Congresso, especialmente reaberto pelo AI-16.
- 30 de Outubro - Brasil: Toma posse como presidente do Brasil Emílio Garrastazu Médici, sem eleições diretas. Junto com ele, Alfredo Buzaid e João Figueiredo assumem o Ministério da Justiça e a Casa Militar respectivamente.
- 26 de Novembro - Guerra Colonial: Os adidos militares em Lisboa dos Estados Unidos, Grã-Bretanha, França e Alemanha visitam Angola e Moçambique.

## Nascimentos
| Data          | Nome            | Profissão                            | Nacionalidade | Observações | Ref |
| ------------- | --------------- | ------------------------------------ | ------------- | ----------- | --- |
| 30 de abril   | Gabriel Chalita | político                             | Brasil        |             |     |
| 2 de julho    | Daniel Oliveira | político e jornalista                | Portugal      |             |     |
| 25 de outubro | Marcelo Cândido | prefeito de Suzano entre 2005 e 2012 | Brasil        |             |     |

## Mortes
| Data           | Nome                           | Profissão                                                                       | Nacionalidade  | Observações | Ref |
| -------------- | ------------------------------ | ------------------------------------------------------------------------------- | -------------- | ----------- | --- |
| 3 de fevereiro | Eduardo Mondlane               | primeiro presidente da FRELIMO                                                  | Moçambique     | n. 1920     |     |
| 6 de março     | Óscar Osorio                   | presidente de El Salvador de 1950 a 1956                                        | El Salvador    | n. 1910     |     |
| 28 de março    | Dwight D. Eisenhower           | presidente dos Estados Unidos de 1953 a 1961                                    | Estados Unidos | n. 1890     |     |
| 27 de abril    | René Barrientos Ortuño         | Vice-presidente em 1964 e presidente da Bolívia de 1964 a 1965 e de 1966 a 1969 | Bolívia        | n. 1919     |     |
| 7 de maio      | Manuel Mendes                  | escritor, escultor e político                                                   | Portugal       | n. 1906     |     |
| 22 de setembro | Adolfo López Mateos            | presidente do México de 1958 a 1964                                             | México         | n. 1910     |     |
| 4 de novembro  | Carlos Marighella              | político, guerrilheiro e militante                                              | Brasil         | n.1911      |     |
| 17 de dezembro | Costa e Silva                  | 30º Presidente do Brasil                                                        | Brasil         | n. 1899     |     |
| 22 de dezembro | Enrique Peñaranda del Castillo | presidente da Bolívia de 1940 a 1943                                            | Bolívia        | n. 1892     |     |
| ??             | José Domingo Molina Gómez      | presidente interino da Argentina em 1955                                        | Argentina      | n. 1896     |     |